# Угол установки крыла
Угол установки крыла (установочный угол крыла) — угол между центральной хордой крыла и продольной осью самолёта (базовой линией фюзеляжа). Положительное направление угла таково, что, при прочих равных, увеличение угла установки крыла увеличивает угол атаки крыла. Его величина находится обычно в пределах от 0 до +4 градусов.
Величина угла установки крыла выбирается конструктором исходя из многих критериев, среди которых: взлётно-посадочные и прочие аэродинамические характеристики, критерии обзора и обстрела для штурмовых самолётов (больший угол установки улучшает обзор из кабины вперёд), горизонтальность фюзеляжа во время крейсерского полёта для транспортных самолётов. Для минимизации аэродинамического сопротивления самолёта, угол установки крыла выбирают приблизительно равным углу атаки крыла основном режиме эксплуатации; при этом, например, основной режим для транспортных самолётов это крейсерский полёт, а для истребителей — режим максимальной скорости.
На большинстве самолётов угол установки крыла фиксирован и не может меняться в полёте. Изменяемый в полёте угол установки крыла имели, например, торпедоносец/пикирующий бомбардировщик Supermarine Type 322, истребитель палубного базирования Vought F-8 Crusader (1953) и прототип бомбардировщика Martin XB-51 (1949).